# 전영현
전영현(1960년 12월 20일 ~ )은 대한민국의 기업인이자, 삼성전자 디바이스솔루션(DS) 부문장 겸 부회장이다. 서울 배재고등학교, 한양대학교 전자공학과를 졸업하였으며, 한국과학기술원(KAIST)에서 전자공학 석사 및 박사 학위를 취득하였다. 1991년 LG반도체 D램 개발팀에 입사하여 연구원으로 근무하였으며, 1999년 LG반도체가 현대전자에 합병된 이후 2000년 삼성전자 메모리사업부에 D램 개발 실무자로 이직하였다. 2001년부터는 삼성전자 메모리사업부 D램 설계팀장을, 2009년에는 D램 개발실장으로 임명되었고, 2010년 부사장으로 승진하여 플래시메모리 개발실장을 맡았다.
2017년 3월 전영현은 삼성SDI의 대표이사 사장으로 선임되었으며, 해당 연도에 삼성SDI는 2년 연속 영업손실에서 흑자 전환하였다. 그는 재직 기간 동안 소형 배터리, 전기차용 중대형 배터리 및 에너지저장장치(ESS) 분야의 수주 확대를 추진하였고, 2019년에는 화재 사고 이후 약 1700억 원 규모의 특수 소화시스템을 도입하였다. 2021년에는 금탑산업훈장을 수훈하였다. 삼성전자 재직 중에는 D램 설계 및 미세공정 기술 개발을 주도하였으며, 20나노 및 18나노급 D램 공정 도입, 3D 낸드 플래시 적층 기술 확보 등에도 관여하였다. 이러한 공로로 2011년 과학기술훈장 웅비장을 수훈하였다. 메모리사업부장 시절 삼성전자는 반도체 미세공정 도입과 원가 절감을 통해 수익성을 개선하였고, 인텔을 제치고 글로벌 반도체 매출 1위를 기록하였다.
2024년 DS부문장으로 복귀한 이후 HBM 전담 조직을 신설하고 메모리 설계를 재검토하는 등 조직 개편을 단행하였다. 그는 HBM3, HBM4 등 차세대 제품 개발을 추진하고 있으며, 2나노·1나노 공정 파운드리 경쟁력 확보 계획도 병행하고 있다. 그는 대내외적 위기의식을 조직에 주지시키기 위해 “삼성 반도체는 발톱 썩은 공룡”이라는 표현을 반복적으로 사용하였고, 사무실에는 공룡 모형을 배치하여 위기 인식을 강조하였다. 재임 중 R&D 지출을 ‘수 배’ 수준으로 확대하였으며, “패키지를 포함한 아키텍처의 전환”과 “총체적 솔루션 제공”을 목표로 하고 있다고 밝혔다.
조직 운영 면에서는 'C·O·R·E 워크'(Communicate, Openly Discuss, Reveal, Execute)라는 조직 문화 개편안을 도입하고, 보고 체계 단순화 및 임원 중심 현장 해결 방식 도입 등의 조치를 시행하였다.